# Niklas Lomb
Niklas Lomb (Keulen, 28 juli 1993) is een Duits voetballer die als doelman speelt. Hij stroomde in 2012 door vanuit de jeugd van Bayer Leverkusen.

## Clubcarrière
Lomb werd op zijn elfde opgenomen in de jeugd van Bayer Leverkusen. Hij werd er in 2012 als derde doelman bij het eerste elftal gehaald. Lomb maakte op 6 december 2012 zijn profdebuut namens Leverkusen, in een wedstrijd in de Europa League tegen Rosenborg BK. Hij slaagde erin om de nul op het bord te houden en zag zijn team winnen dankzij een doelpunt van mededebutant Julian Riedel.

## Erelijst
| Kampioen Bundesliga | 1x | 2023/24 |

1 Hrádecký  ·
3 Hincapié ·
4 Tah ·
5 Hermoso ·
7 Hofmann ·
8 Andrich ·
10 Wirtz ·
11 Terrier ·
12 Tapsoba ·
13 Arthur ·
14 Schick ·
16 Buendía ·
17 Kovář ·
18 Sarco ·
19 Tella ·
20 Grimaldo ·
21 Adli ·
22 Boniface ·
23 Mukiele ·
24 García ·
25 Palacios ·
30 Frimpong ·
34 Xhaka ·
36 Lomb ·
44 Belocian ·
Coach: Alonso